# حزقيال ألفريدو بينتو سافيدرا
حزقيال ألفريدو بينتو سافيدرا (بالإسبانية: Juan Alfredo Pinto Saavedra) هو دبلوماسي واقتصادي ومؤلف وكاتب كولومبي، ولد في 2 نوفمبر 1953 في جيراردوت في كولومبيا.